# 台東直隸州州判
台東直隸州州判（たいとうちょくれいしゅうしゅうはん）は、清末に台湾が正式に省とされ、台東に州が設置された際に設置された台東地区の地方官の名称。別名を卑南州判とも称す。清朝統治時代の台東地区の統治者であり、官秩は従七品であった。1888年に初めて設置され、台東直隸州知州の管轄とされたが、清朝時代には任命実績がなく、台湾民主国成立後に台東直隸州吏目が昇格して初めて設置された。

## 歴代州判
1. 張廷玉 : 1895年（光緒21年）